# Zamarada pandatilinea
Zamarada pandatilinea là một loài bướm đêm trong họ Geometridae.